# Семизоров, Дмитрий Юрьевич
Дмитрий Юрьевич Семизоров (род. 25 января 1966, Златоуст) — российский управленец, заместитель генерального директора АО «НПК «Уралвагонзавод».
В 1987 году с отличием окончил Московское высшее общевойсковое командное училище, в 2015 году — Российскую академию народного хозяйства и государственной службы.
В 1987—2011 годы — служил в подразделениях Министерства обороны Российской Федерации и ФСБ России.
В 2011—2012 годы — заместитель генерального директора ООО "ГК «Промтехнология». 
В 2012—2018 годы — генеральный директор ЦНИИТочмаш.
В 2018—2019 годы — управляющий директор АО «163 бронетанковый ремонтный завод».
С 2019 по 2023 год — генеральный директор АО «Уралтрансмаш».
С апреля 2023 года — заместитель генерального директора АО «НПК «Уралвагонзавод».

## Награды
Лауреат Премии Правительства Российской Федерации в области науки и техники 2013 года за «Комплекс работ по созданию и производству системы снайперского вооружения силовых структур Российской Федерации».